# اگبرت سونسون
اگبرت سونسون (آلمانی: Egbert Swensson؛ زادهٔ ۲۴ مهٔ ۱۹۵۶) قایقران قایق بادبانی اهل آلمان شرقی بود.